# Paul Braess
Paul Braess (* 12. Juli 1904 in Düsseldorf; † 19. März 1972 in Köln) war Professor für Versicherungswissenschaft an der Universität zu Köln.

## Leben
Paul Braess studierte an der Westfälischen Wilhelms-Universität in Münster und der Universität Kiel Nationalökonomie. In Kiel promovierte Braess 1931 mit Steuersystem und Preisniveau. Danach war er bei der Landesbrandkasse Schleswig Holstein in Kiel und der Landesbrandkasse Mecklenburg in Rostock tätig. Zugleich nahm er Lehraufträge in Kiel und später in Rostock wahr. Im Oktober 1936 kam sein erster Sohn Hans-Hermann Braess in Kiel zur Welt. Braess trat zum 1. Mai 1937 der NSDAP bei (Mitgliedsnummer 4.020.842). Er verfasste 1938 einen Aufsatz über Angebot und Nachfrage in der Versicherung, im selben Jahr erschien sein Aufsatz über die „gerechte Prämie“. 1946–1948 verbrachte er als Oberregierungsrat im Finanzministerium in Schleswig-Holstein, 1948–1951 war er Stadtkämmerer in Remscheid, 1951–1957 Oberstadtdirektor in Remscheid. In dieser Funktion gab er 1956 Tabellen mit Effektivzinssätzen für Darlehen und Wertpapiere mit Ratentilgung und im Dezember 1957 Tabellen mit Effektivzinsberechnungen für Tilgungsdarlehen (im Finanzwesen „Braess-Tabellen“ genannt) heraus. Braess wurde 1957 nach dem Tod von Walter Rohrbeck (1885–1956) an die Universität zu Köln berufen, wo er auch das Institut für Versicherungswissenschaft übernahm. Hier blieb er bis zu seiner Emeritierung im Jahre 1972. Er verstarb nur wenige Monate nach seiner Emeritierung in Köln. Als sein Nachfolger kam 1972 sein ehemaliger Schüler Dieter Farny zurück nach Köln.

## Schriften (Auswahl)
- Steuersystem und Preisniveau. Dissertation. Buske, Greifswald 1933.
- mit Gertrud Jäger und Hermann Fangmeyer: Versicherung und Risiko. (= Die Wirtschaftswissenschaften: Reihe B, (Volkswirtschaftslehre). Beitrag Nr. 25 = Lfg. 25). Betriebswirtschaftl. Verlag Gabler, Wiesbaden 1960.
- als Hrsg.: 25 Jahre Institut für Versicherungswissenschaft an der Universität zu Köln. (= Schriftenreihe des Instituts für Versicherungswissenschaft an der Universität Köln. N.F. Heft 21). Duncker & Humblot, Berlin 1966.
- als Hrsg.: Praxis und Theorie der Versicherungsbetriebslehre. Festgabe für H. L. Müller-Lutz um 60. Geburtstag. Verlag Versicherungswirtschaft, Karlsruhe 1972.
- mit Günter Schmidt: Feuerversicherung. (= Versicherungswirtschaftliches Studienwerk. Studienheft 41: Besondere Versicherungslehre). Betriebswirtschaftlicher Verlag Gabler, Wiesbaden 1982, ISBN 3-409-00791-1.